# 957. grenadirski polk (Wehrmacht)
957. grenadirski polk (izvirno nemško 957. Grenadier-Regiment; kratica 957. GR) je bil pehotni polk Heera v času druge svetovne vojne.

## Zgodovina
Polk je bil ustanovljen 28. decembra 1943 za potrebe 363. pehotne divizije; polk je bil uničen avgusta 1944 med bitko za Falaise.
Ponovno je bil ustanovljen 17. septembra 1944 iz 1156. grenadirskega polka.